# Omelette Surprise (Komödie)
Omelette Surprise ist eine Komödie von Axel von Ambesser, die er selbst als „einen Spaß in fünf Akten“ bezeichnete. Die Uraufführung fand 1979 am Renaissance-Theater in Berlin unter Ambessers Regie mit Brigitte Grothum (Irene), Klaus Wildbolz (Hubert), Axel von Ambesser (Der ärztliche Beistand) und Alexa von Poremsky (Frau Stein) statt. Ambesser trat in seiner Rolle von 1979 bis 1984 am Renaissance-Theater auf.
Die Geschichte ist eine Parodie auf den Amphitryon-Stoff und spielt in der Gegenwart. Jupiter (in der griechischen Sage Zeus), der Herr der Götter, lebt immer noch. Da er als Gottheit inzwischen abgemeldet ist, besucht er als „göttlicher Playboy“ weiterhin Frauen, die ihm gefallen, indem er sich in deren Ehemänner oder Lebensgefährten verwandelt.
Das Stück beginnt im Schlafzimmer eines Ehepaares nach einer solchen Nacht. Als der Ehemann von einer Geschäftsreise zurückkehrt, erfährt er voller Staunen, dass er bereits die ganze Nacht, die er seines Wissens in Flugzeugen und auf Flughäfen verbrachte, bei seiner Frau gewesen sein soll. Er sagt, sie habe geträumt, doch sie kann ihm seine Anwesenheit während der vergangenen Nacht nachweisen; er wiederum kann seine Flüge und Umbuchungen vorlegen. Heutzutage werden in solch einem Fall die Ärzte zu Rate gezogen. Erst der nachbarliche Feld-, Wald- und Wiesendoktor und dann ein Psychiater...
Omelette Surprise ist eine „hintergründige Satire“ und ein lockerer Spaß mit Wortwitz und Situationskomik. In der Spielzeit 1979/80 wurde Omelette Surprise auch an der Kleinen Komödie im Bayerischen Hof in München mit Karin Eickelbaum, Klaus Wildbolz und Charlotte Witthauer gezeigt; von Ambesser war hier ebenfalls als Darsteller und Regisseur tätig. Eine Inszenierung von Omelette Surprise in den Wiener Kammerspielen (Premiere: 23. September 1981) wurde für das Fernsehen aufgezeichnet und im ORF, im WDR und im BR ausgestrahlt. Zur Wiener Besetzung gehörten Albert Rueprecht, Simone Rethel, Helly Servi und Axel von Ambesser, der erneut auch die Regie führte.